# うらそえ織
うらそえ織（うらそえおり）は、沖縄県浦添市の絹織物ブランド。雇用創出と新たな工芸品を目的とした養蚕事業で立ち上げられた。

## 概要
うらそえ織は浦添市の観光振興と雇用促進を目的に「てだこの都市（まち）ものづくりタウン計画」一環として始められた 。桑の葉の栽培から始まり、養蚕、製糸、染色、商品化までのすべての工程が浦添市内で行われる。2017年（平成29年）7月現在の職人の数は8名である。

## 経緯
浦添市の事業として開始
- 2006年〜2008年度
  - 浦添市の産業としてビジネス化を目標として織子の育成・マーケティングの人材育成が行われる
- 2008年〜2013年度
  - 研修を終了した織子が平成20年「結の会（任意団体）」を立ち上げ、自立。市の補助金などを活用しながらビジネスを強化。
- 2011年（平成23年）
  - 浦添市伊奈武瀬に「浦添市養蚕事業所/サン・シルク」をオープン
- 2014年〜2016年度
  - 共同組合等法人を目指し、うらそえ織共同組合準備会を設立。理事会発足。法人化に向けた準備と組織基盤強化に取り組む。
- 2017年（平成29年）5月22日
- 「うらそえ織」組合を設立

## 特徴
浦添市内で養蚕した繭から手作業で引き戻した（座繰り）糸を使った手織物。座繰りによって空気を含むふっくらとした良質な糸になる。
布地には三本の線の模様を入れる。これには愛情・芯の強さ・育む力を表す。この三本の線を布地に入れたうえで織子が模様とデザインを決め織っていく。
染色草木染めはフクギ、車輪梅、月桃、イタジイ、マンゴーの木、カンヒザクラの木を染料に使うこともある。

## 取り扱い商品
かりゆしウェア、ショール、ネクタイなどの衣料品やコースターや財布などの雑貨がある。

## 商業展開
りうぼうインダストリー、プラザハウス、銀座わしたショップ、浦添市産業振興センター「結の街」、伊祖レザーショップなどと取引を行っている。

### 浦添市養蚕織物施設「サン・シルク」
浦添市の養蚕絹織物事業の振興を図る目的で設置された。敷地面積は4094㎡。１階は養蚕の飼育、製糸、見学、桑や蚕の関連商品の開発、養蚕と絹織物の展示販買を行っている。２階は絹織物の生産、見学、体験、研修、展示等の施設がある。